# Eparchia koreańska
Eparchia koreańska – jedna z czterech eparchii Patriarszego Egzarchatu w Azji Południowo-Wschodniej Rosyjskiego Kościoła Prawosławnego. Obejmuje terytoria Korei Południowej i Korei Północnej.
Utworzona postanowieniem Świętego Synodu 26 lutego 2019 r. Siedzibą administratury jest Seul, natomiast ordynariuszem – arcybiskup koreański Teofan (Kim).